# Rimini (província)
A província de Rímini é uma província italiana da região da Emília-Romanha com cerca de 267 434 habitantes, densidade de 521 hab/km². Está dividida em 20 comunas, sendo a capital Rimini.
Faz fronteira a norte com a província de Forlì-Cesena, a este com o Mar Adriático, a sul com a região das Marcas (Província de Pésaro e Urbino) e a oeste com a República de San Marino.